# 대완

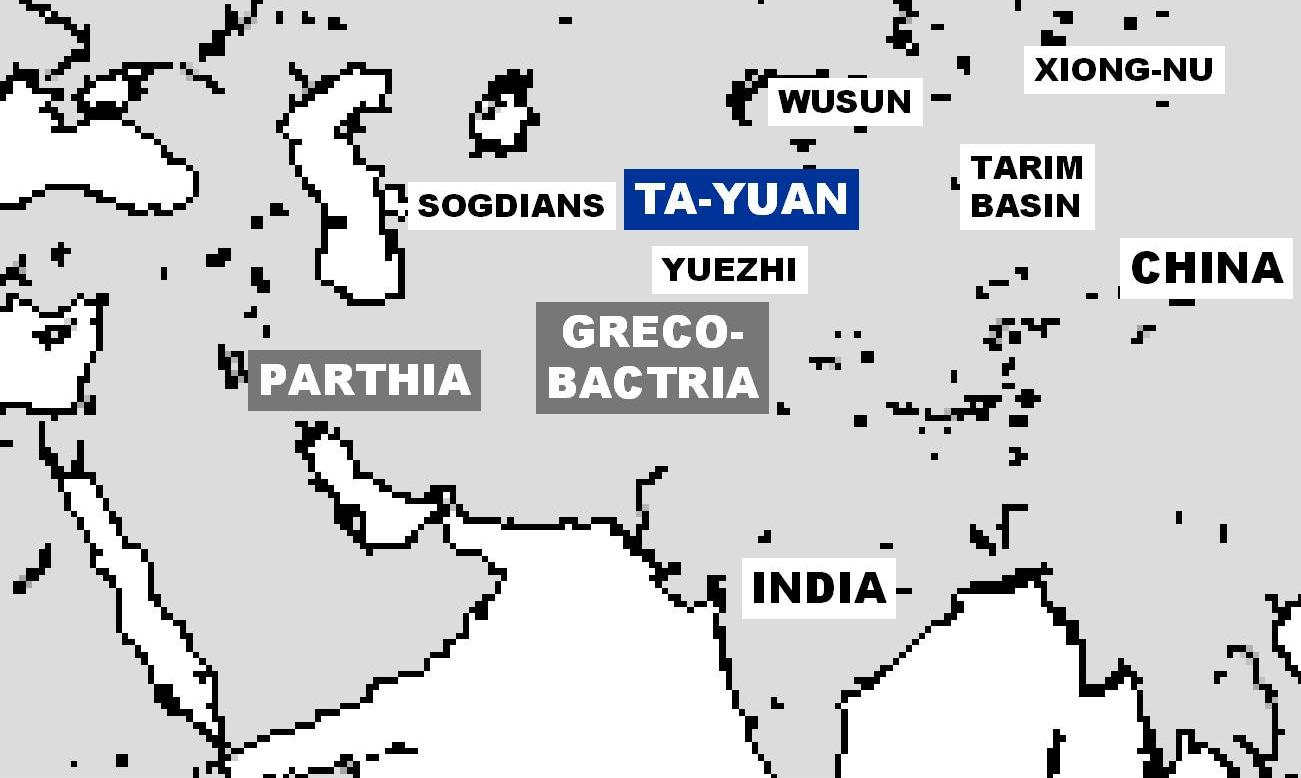
《한서》에 따르면 대완은 기원전 130년경 파르티아, 그리스-박트리아와 함께 중앙아시아의 3대 문명 중 하나였다고 한다.

대완(大宛)은 중국 역사서인 『사기』와 『한서』에 묘사된 중앙아시아의 페르가나 계곡에 존재했던 나라의 한자 명칭이다. 기원전 130년 중국 탐험가 장건의 기록과 그를 따라 중앙아시아로 간 수많은 사절단의 기록에 언급되어 있다. 대완국은 일반적으로 헬레니즘 도시 국가인 알렉산드리아 에스카테(현대 타지키스탄의 쿠잔드)가 지배했던 페르가나 계곡과 관련된 것으로 받아들여지며, 영어로 "그리스-페르가나 도시국가"로 이해될 수 있다.
이 중국 기록은 '대완'을 유럽적 표현형을 가진 도시화된 거주자로 묘사하며, 성벽으로 둘러싸인 도시에 살면서 "당시 박트리아를 지배하던 헬레니즘 왕국이자 오늘날 아프가니스탄 북부의 박트리아와 동일한 관습을 가진 대하 또는 그리스-박트리아인"으로 묘사한다. 대완은 또한 와인의 제조국이자 훌륭한 애호국으로 묘사된다.
대완인들은 페르시아 제국에 의해 이 지역에 강제로 정착한 그리스인과 기원전 329년 알렉산드로스 대왕이 페르가나에 정착한 그리스 식민지 주민의 후손으로, 기원전 160년경 월지와 140년 스키타이의 이동으로 고립될 때까지 셀레우코스 제국과 그리스-박트리아 왕국의 헬레니즘 영역 내에서 번영을 누렸다. '완'이라는 이름은 아시아에서 그리스인('이오니아인')을 지칭하는 데 사용되는 야바나를 음역한 것으로 보이며, 따라서 대완은 '위대한 이오니아인'을 뜻한다.
기원전 100년경, 대완은 한나라와의 전쟁에서 패배했다. 대완과 중국 간의 교류는 기원전 1세기부터 서기 15세기까지 물질적, 문화적 교류로 동서양을 연결하는 실크로드 형성의 길을 열었던 중앙아시아의 도시화된 문명과 중국 문명 간의 최초의 주요 접촉 중 하나라는 점에서 역사적으로 매우 중요한 의미를 지니고 있다.